# Криничне (Старобільський район)
Крини́чне — село в Україні, у Міловській селищній громаді Старобільського району Луганської області.
Населення становить 57 осіб.

## Географія
Селом протікає річка Черепаха. 

## Населення
За даними перепису 2001 року населення села становило 57 осіб, з них 56,14% зазначили рідною мову українську, 3,51% — російську, а 40,35% — іншу.

## Пам'ятки
Поблизу села розташований загальнозоологічний заказник місцевого значення «Балка Березова».